# بک گیت (آرکانزاس)
بک گیت (به انگلیسی: Back Gate) یک منطقهٔ مسکونی در ایالات متحده آمریکا است که در شهرستان دشا، آرکانزاس واقع شده‌است. بک گیت ۴۹٫۰۷ متر بالاتر از سطح دریا واقع شده‌است.